# 양동이를 덮어!
〈양동이를 덮어!〉(バケツを被れ!)는 HKT48의 17번째 싱글이다.